# Eurata breyeri
Eurata breyeri är en fjärilsart som beskrevs av Orfila 1931. Eurata breyeri ingår i släktet Eurata och familjen björnspinnare. Inga underarter finns listade i Catalogue of Life.